# Bill Bryson
William McGuire Bryson, detto Bill (Des Moines, 8 dicembre 1951), è un giornalista e scrittore statunitense.

## Biografia
Bill Bryson è nato nel 1951 nella città di Des Moines, Iowa. La madre, Agnes Mary Mcguire, era di discendenza irlandese; il padre era un giornalista sportivo, William "Bill Sr.". I genitori ebbero altri due figli, Michael (1942-2012) e Mary Jane Elizabeth. Iniziò gli studi presso la Drake University, ma li abbandonò dopo due anni nel 1972 quando decise di girare per quattro mesi per l'Europa. Vi fece ritorno l'anno successivo, con un suo compagno di scuola. Alcuni episodi di questo secondo viaggio vengono recuperati in Neither Here Nor There: Travels in Europe (pubblicato in Italia col titolo Una città o l'altra), che documenta un viaggio simile intrapreso da Bryson vent'anni dopo. Il suo amico e compagno di viaggi Matt Angerer, citato sempre con lo pseudonimo "Stephen Katz", lo accompagnerà anni dopo anche nel rocambolesco tentativo di percorrere l'Appalachian Trail, narrato in Una passeggiata nei boschi.
Bryson visitò per la prima volta il Regno Unito nel 1973, decidendo di stabilirvisi quando ottenne un lavoro in un ospedale psichiatrico a Virginia Water, nel Surrey. Qui conobbe un'infermiera inglese di nome Cynthia, che divenne sua moglie nel 1975. In quell'anno la coppia si trasferì nella città natale di Des Moines, dove Bryson terminò gli studi alla Duke University. Nel 1977 si trasferirono nuovamente nel Regno Unito, dove rimasero fino al 1995. Durante la sua permanenza nel Regno Unito Bryson lavorò come giornalista, prima per The Times e più tardi per The Independent. Nel 1987 lasciò il giornalismo e iniziò a scrivere. Dal 2005 al 2012 Bryson è stato cancelliere dell'Università di Durham nell'Inghilterra. Nel 2013 è diventato membro onorario della Royal Society.
Bryson è diventato un famoso autore di libri di viaggio, contraddistinti da umorismo, grande autoironia e da aneddoti e curiosità storiche, politiche e culturali che si integrano nel racconto. Bryson si è inoltre distinto per la capacità di spaziare in diversi rami della cultura, pubblicando tre saggi sul linguaggio, il libro Il mondo è un teatro. La vita e l'epoca di William Shakespeare e un libro sulla storia della scienza, intitolato Breve storia di (quasi) tutto, vincitore di numerosi premi e bestseller internazionale.
Nell'ottobre 2020 ha annunciato la decisione di non voler scrivere più altri libri.

## Opere
- (EN) The Palace under the Alps and Over 200 Other Unusual, Unspoiled and Infrequently Visited Spots in 16 European Countries, 1985.
- America perduta. In viaggio attraverso gli USA (The Lost Continent: Travels in Small-Town America, 1989), traduzione di A. Poggi e A.M. Galliazzo, Milano, Feltrinelli, 1993, ISBN 978-88-7108-100-7.
- (EN) The Mother Tongue: English and How It Got That Way, 1990.
- Una città o l'altra. Viaggi in Europa (Neither Here nor There: Travels in Europe, 1992), traduzione di S. Cosimini e S. Pendola, Collana Biblioteca della Fenice, Parma, Guanda, 2002, ISBN 978-88-824-6469-1.
- (EN) Made in America, 1994.
- Notizie da un'isoletta (Notes from a Small Island, 1996), traduzione di S. Pendola, Collana Biblioteca della Fenice, Parma, Guanda, 2004, ISBN 978-88-824-6514-8.
- Una passeggiata nei boschi (A Walk in the Woods: Rediscovering America on the Appalachian Trail, 1998), traduzione di G Strazzeri, Collana Biblioteca della Fenice, Parma, Guanda, 2000, ISBN 978-88-8246-203-1.
- (EN) Notizie da un grande paese (Notes from a Big Country; in UK: I'm a Stranger Here Myself, 1999), traduzione di Isabella C. Blum, Collana Narratori della Fenice, Parma, Guanda, 2017, ISBN 978-88-235-1638-0.
- In un paese bruciato dal sole. L'Australia (Down Under in UK; In a Sunburned Country negli USA, 2000), traduzione di S. Viviani, Collana Biblioteca della Fenice, Parma, Guanda, 2001, ISBN 978-88-8246-358-8.
- (EN) Bryson's Dictionary of Troublesome Words, 2002.
- (EN) Walk About, 2002.
- Diario africano (Bill Bryson's African Diary, 2003), traduzione di S. Pendola, Collana Quaderni della Fenice, Parma, Guanda, 2003, ISBN 978-88-8246-588-9.
- Breve storia di (quasi) tutto (A Short History of Nearly Everything, 2003), traduzione di M. Filliole, Collana Biblioteca della Fenice, 2006, Guanda, ISBN 978-88-8246-770-8.
- Vestivamo da Superman (The Life and Times of the Thunderbolt Kid, 2006), traduzione di S. Bortolussi, Collana Biblioteca della Fenice, Parma, Guanda, 2011, ISBN 978-88-608-8052-9.
- Il mondo è un teatro. La vita e l'epoca di William Shakespeare (Shakespeare: The World as Stage, 2007), traduzione di S. Bortolussi, Collana Biblioteca della Fenice, Parma, Guanda, 2008, ISBN 978-88-6088-820-4.
- (EN) Bryson's Dictionary for Writers and Editors, 2008.
- Breve storia della vita privata (At Home: A Short History of Private Life, 2010), traduzione di S. Bortolussi, Collana Biblioteca della Fenice, Parma, Guanda, 2011, ISBN 978-88-6088-415-2.
- L'estate in cui accadde tutto (One Summer: America 1927, 2013), traduzione di Isabella C. Blum, Collana Biblioteca della Fenice, Parma, Guanda, 2014, ISBN 978-88-235-0823-1.
- Piccola Grande Isola (The Road to Little Dribbling. More Notes From a Small Island, Doubleday, 2015), traduzione di Isabella C. Blum, Collana Narratori della Fenice, Parma, Guanda, 2016, ISBN 978-88-235-1459-1.
- Breve storia del corpo umano. Una guida per gli occupanti (The Body: A Guide for Occupants, 2019), traduzione di Stefania De Franco, Collana Biblioteca della Fenice, Milano, Guanda, 2019, ISBN 978-88-235-2460-6.

## Adattamenti cinematografici
- A spasso nel bosco (A Walk in the Woods), regia di Ken Kwapis (2015)